# 茶裏王
茶裏王（英語：Chai Li Won）是統一企業於2002年所推出的常溫茶飲料品牌，主要競爭對手為維他露食品所出品的御茶園。

## 產品種類
- 台式綠茶
- 英式紅茶
- 青心烏龍茶（無糖）
- 白毫烏龍茶
- 日式綠茶（無糖）
- 阿里山烏龍茶（停產）
- 美式檸檬紅茶（停產）
- 高山覆香烏龍茶（停產）
- 四季春茶（無糖）
- 伯爵紅茶（無糖）
- 綠茶玉露（無糖）

## 統一企業相關產品
- 統一阿薩姆奶茶
- 科學麵
- 統一布丁
- 統一麵包

## 外部連結
- 統一企業集團PECOS - 茶裏王 （页面存档备份，存于）
- 茶裏王的Facebook專頁
- YouTube上的茶裏王頻道